# 霍亨布鲁格-韦因贝格
霍亨布鲁格-韦因贝格是奥地利施蒂利亚州费尔德巴赫县的一个市镇。总面积15.59平方公里，总人口1050人，人口密度67.4人/平方公里（2001年）。